# 鳳灰蝶屬
鳳灰蝶屬（Mandarin Blue，學名：Charana）是線灰蝶亞科瑤灰蝶族裡的一個屬。分佈於東南亞。

## 物種
- 瑟鳳灰蝶 C. cepheis
- 鳳灰蝶 C. mandarinus

## 外部連結
- 维基共享资源上的相關多媒體資源：鳳灰蝶屬
- Charana （页面存档备份，存于） - ftp.funet.fi